# Krasny Jar (Astrachan)
Krasny Jar (russisch Кра́сный Яр) ist ein Dorf (selo) und ehemalige Stadt in der Oblast Astrachan in Russland mit 11.824 Einwohnern (Stand 14. Oktober 2010).

## Geographie
Der Ort liegt im Wolgadelta etwa 30 km Luftlinie nordöstlich des Oblastverwaltungszentrums Astrachan und gut 15 km von der Staatsgrenze zu Kasachstan entfernt. Er befindet sich am linken Ufer des großen linken Wolga-Mündungsarmes Busan wenig unterhalb der Einmündung der Achtuba in diesen, auf einer Insel zwischen den beiden kleineren, vom Busan nach Osten abfließenden Armen Majatschnaja und Prorwa, die sich gut 4 km östlich zum Kriwoi Busan („Krummer Busan“) vereinigen.
Krasny Jar ist Verwaltungszentrum des Rajons Krasnojarski sowie Sitz der Landgemeinde (selskoje posselenije) Krasnojarski selsowet, zu der außerdem das Dorf Majatschnoje (nördlich anschließend, am gegenüberliegenden, linken Ufer des Majatschnaja-Arms) und die Siedlung Perwomaiski (4 km nördlich) gehören.
Knapp die Hälfte der Einwohner des Rajons und seines Verwaltungssitzes sind Kasachen.

## Geschichte
Der Ort geht auf eine Festung zurück, die ab 1667 (nach anderen Angaben bereits 1650) im Bereich der damaligen südöstlichen Grenzen des Zarentums Russland vor allem zur Überwachung der Zufahrt von Kaspischen Meer in die Wolga errichtet wurde. Der Name steht im Russischen etwa für „Rotes Steilufer“ (eine andere, mehrere Jahrzehnte früher und weiter flussaufwärts am anderen Wolgaufer errichtete Festung diente ähnlichen Zwecken und trug den Namen Tschorny Jar, „Schwarzes Steilufer“; dort befindet sich heute das gleichnamige Dorf und Rajonzentrum).
Die bei der Festung entstandene Siedlung entwickelte sich relativ schnell und wurde 1785 Verwaltungszentrum eines Ujesds des 1717 gegründeten Gouvernements Astrachan. Damit erhielt sie das Stadtrecht. Nach einer Reihe von Großbränden wurde die Kleinstadt ab 1843 planmäßig neu errichtet, wobei auch die letzten Reste der früheren Festung verschwanden. Im 19. Jahrhundert wurde der Ort auch Zentrum einer Kosakenansiedlung und als solches Staniza Krasnojarskaja genannt.
Im Juli 1925 wurde der Ujesd in einen Rajon umgewandelt. Krasny Jar verlor das Stadtrecht, blieb aber Verwaltungssitz.

### Bevölkerungsentwicklung
| Jahr | Einwohner |
| ---- | --------- |
| 1897 | 5.593     |
| 1939 | 5.096     |
| 1959 | 4.583     |
| 1970 | 6.434     |
| 1979 | 7.926     |
| 1989 | 10.875    |
| 2002 | 10.926    |
| 2010 | 11.824    |

Anmerkung: Volkszählungsdaten

## Verkehr
Krasny Jar liegt an der Regionalstraße 12K-040 von Astrachan, die am nordöstlichen Ortsrand an die zur kasachischen Grenze führende 12A-114 anschließt. Die Verbindung von Astrachan zur kasachischen Grenze (dort weiter als A27 Richtung Atyrau – Aqtöbe) ist Teil der Europastraße 40 und trug bis 2010 die Bezeichnung A340.
Der Wolgaarm Busan kann im Verlauf der 12K-040 bei Krasny Jar per Autofähre und zeitweise per Pontonbrücke überquert werden. Eine feste Brücke ist geplant, bisher ohne feste Termine.

## Söhne und Töchter des Ortes
- Ghasis Aldamscharow (* 1947), kasachischer Politiker und Diplomat, Vorsitzender der Kommunistischen Partei Kasachstans seit 2010
- Awerki Aristow (1903–1973), sowjetischer Politiker und Diplomat
- Iwan Tutarinow (1904–1966), Generalleutnant und Kommandierender der sowjetischen Luftlandetruppen